# Culex subaequalis
Culex subaequalis är en tvåvingeart som beskrevs av Edwards 1941. Culex subaequalis ingår i släktet Culex och familjen stickmyggor. Inga underarter finns listade i Catalogue of Life.